# Memphis iphis
Memphis iphis är en fjärilsart som beskrevs av Pierre André Latreille 1833. Memphis iphis ingår i släktet Memphis och familjen praktfjärilar. Inga underarter finns listade i Catalogue of Life.